# Johannes Jørgensen
Jens Johannes Jørgensen född 6 november 1866 i Svendborg, död 29 maj 1956, var en dansk författare och översättare, mest känd för sina biografier om katolska helgon. Som översättare har han bland annat översatt den tyske medeltidsmystikern Heinrich Seuses självbiografi till danska under titeln Den yndigste Rose, 1907.

## Biografi
Jørgensen föddes i Svendborg 6 november 1866. Hans far var en sjökapten som gått i land. En ogift morbror, läraren Jørgen Johansen, bodde hos familjen. Som 16-åring reste han till Köpenhamn för att studera. I Köpenhamn utvecklade han radikala socialpolitiska synpunkter som snart förde honom in i kretsen av kulturradikala konstnärer, där han kom att utmärka sig. Darwinismen fick honom att studera zoologi och botanik.

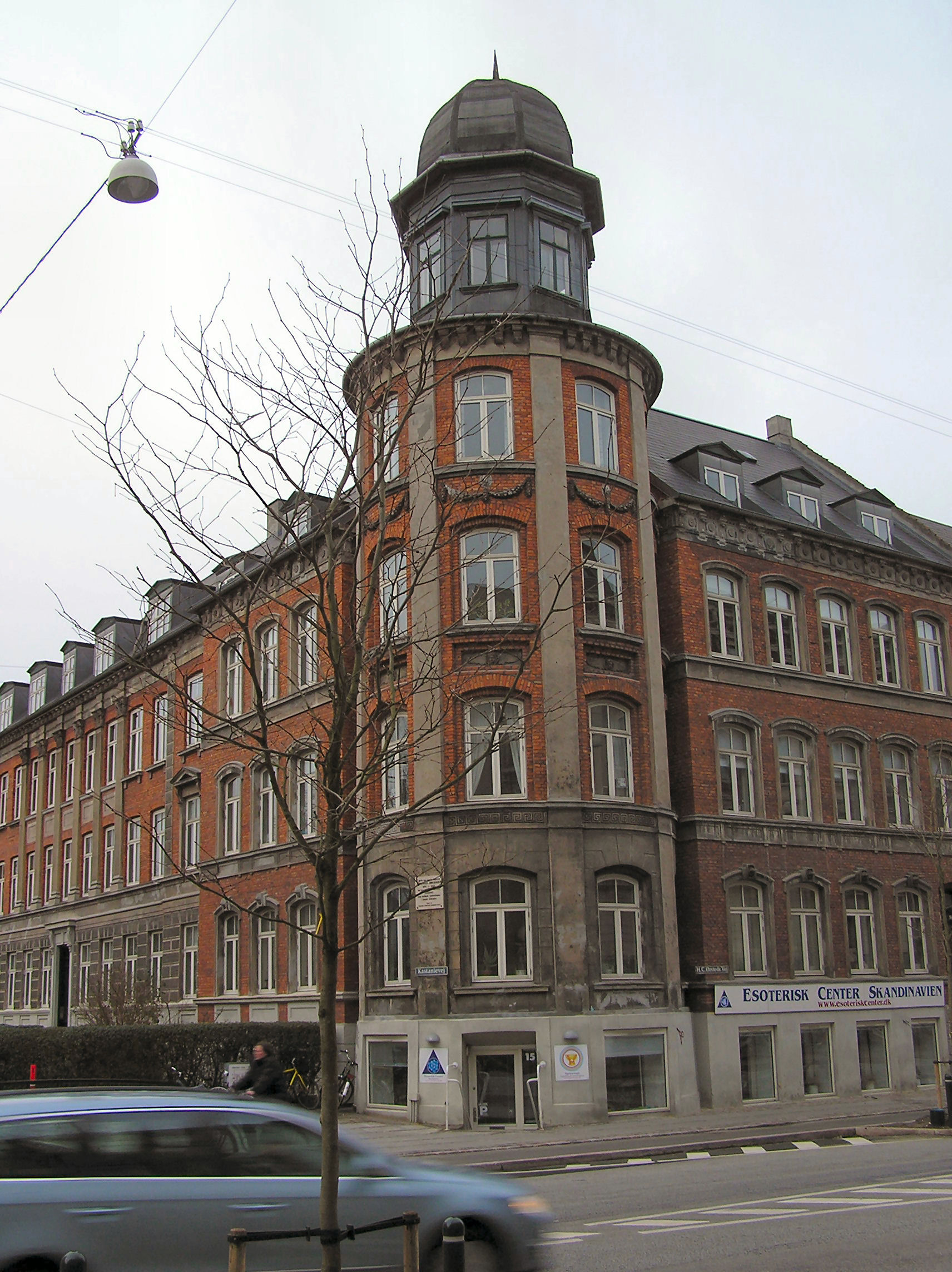
Huset med tornet på Frederiksberg, varifrån tidskriften 'Taarnet' fick sitt namn.

### Den unga diktaren

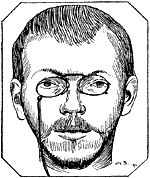
Johannes Jørgensen tecknad av Mogens Ballin 1894

Från unga år visade han en stark förkärlek till poesin, varigenom han kunde uttrycka sina drömmar och iakttagelser, och resten av livet förblev det ett framträdande uttryckssätt för honom. 
Men med sitt medfödda melankoliska sinne fann han inte det han sökte i kulturradikalismens materialism. Därför inledde han tillsammans med likasinnade ett sökande efter mera andligt motiverade inspirationskällor. Det blev inledningen till symbolismen, där man med tidskriften Taarnet, 1883–1884, som språkrör sökte nya och oprövade vägar och yttrade sig i ett metaforiskt formspråk, som i högre grad svarade upp till Jørgensens natur. Som redaktör för Tårnet utvecklade han en polemisk retorik, som inte gjorde tonen lättare för honom i hans kamp för sina idéer. 
Symbolisterna kom snabbt på kant med de härskande litterära kretsarna, som var grupperade kring bröderna Georg och Edvard Brandes, och som inte skonade de unga upprorsmakarna. 
För Jørgensen kom mötet med den unge silversmeden Mogens Ballin, som hade konverterat till katolicismen, att betyda en vändpunkt. Han fann inte i symbolismen det andliga djup, som hans sinne längtade efter. Från sitt barndomshem hade han ärvt en grundfäst bas i kristendomen, som även i hans mest radikala period aldrig helt hade släppt honom. Den vände nu tillbaka med krav om fördjupning i kristen mystik - men det blev inte någon lätt väg. Det skulle gå lång tid med många inre kamper, innan han verkar att ha funnit den hamn, där han fann andlig trygghet.

### Konversion till den katolska kyrkan

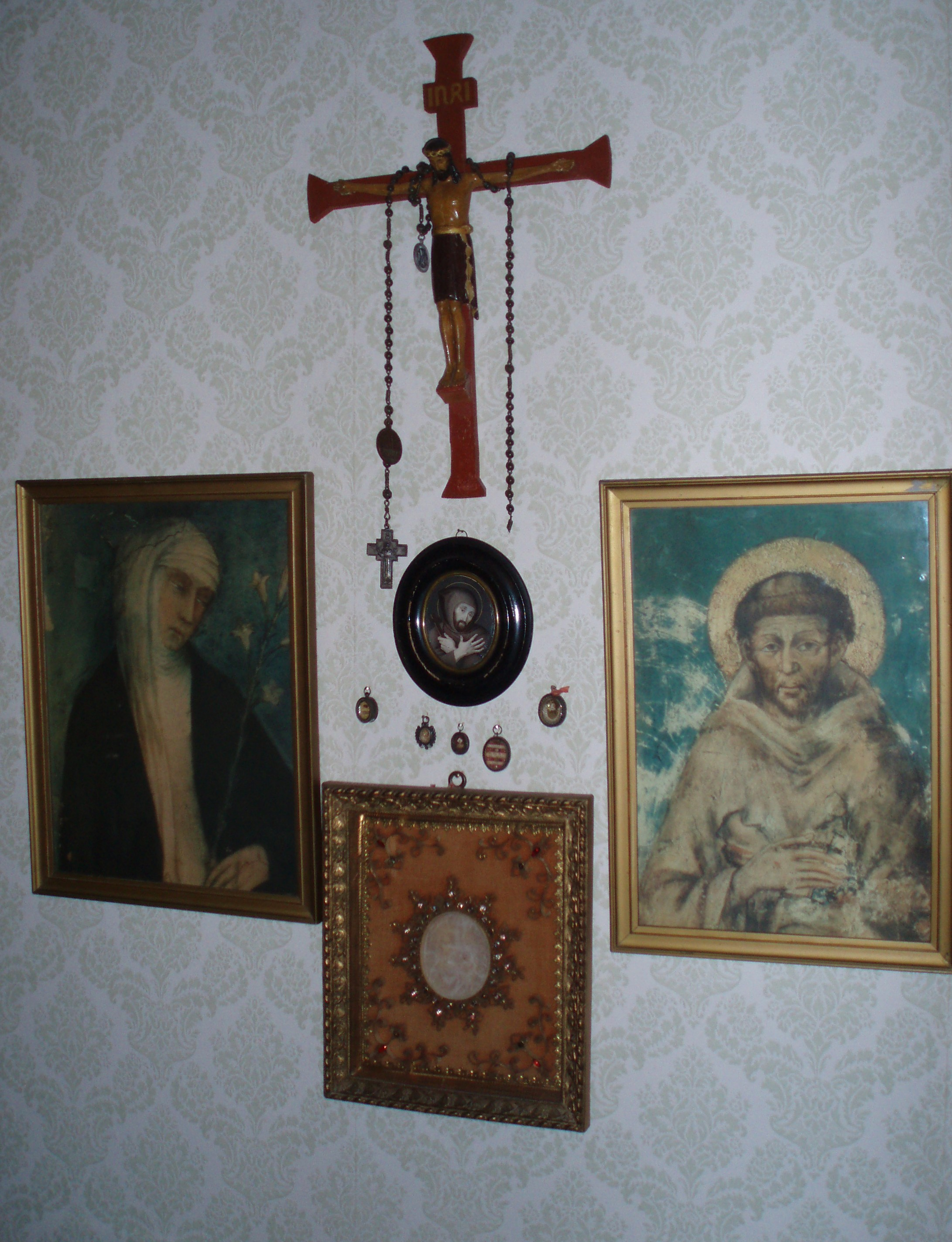
Från Johannes Jørgensens barndomshem i Svendborg, som präglas av hans tro och kärlek till bland andra Franciskus av Assisi.

1894 besökte han för första gången Assisi tillsammans med Mogens Ballin. Det blev början till det som skulle komma att fylla det mesta i hans framtida liv, både som människa och som författare – nämligen kärleken till den heliga Franciskus, Assisis berömda son, som var född här och som hade sin verksamhet här fram till sin död 1226. Den nära vänskapen till Ballin och mötet med den helige Franciskus utlöste det skifte i hans sinne, som 1896 ledde till hans övergång till katolicismen och blev en avgörande vändpunkt i hans författarskap. 1913 blev han professor i estetik vid universitetet i Leuwen.
Vid denna tid framstod det nästan som en plikt för litterärt bildade konvertiter att ge offentlighet åt sina konversionserfarenheter. I Norden publicerades en hel rad konvertitberättelser av detta slag, vilka ger upplysning om den konvention för konversion som rådde vid denna tid. Johannes Jørgensens konversionsskildring, vilken framställdes både i romanform, i självbiografiska essäer och i hans memoarer, kom att tjäna som en modell för andra nordiska konvertiter. I självbiografin Mit Livs Legende framställer han konversionen som en dialektisk process i flera stadier, där han pendlat mellan tro och tvivel och ömsom försökt vara kristen på egen hand, ömsom känt ett starkt behov av auktoritet och ledning. Det fanns mycket i katolicismen som han irriterade sig på eller fann motbjudande, allt ifrån avlatsväsendet till tron på mirakulösa medaljers undergörande verkan, privatuppenbarelser, besök från skärselden och andra, som han tyckte, vidskepliga fenomen. Vidare ställde han sig skeptisk till den katolska morallärans normativa rigiditet och under vistelsen i Assisi retade han sig på de italienska katolikernas, som han menade, ofta slappa moral. Men det fanns också mycket som tilltalade honom i katolicismen och den katolska folkfromheten, och han var fascinerad av den katolska gudstjänsten. Deltagandet i liturgin blev för honom en öppning till den katolska trons värld.
Men Jørgensens konversionsprocess avslutades inte med upptagningen i kyrkan utan följdes av en andra konversion, då hans katolska tro nått ett mognare stadium samtidigt som han kommit till insikt om sina egna tillkortakommanden. Han skildrar denna andra konversion som en religiös utveckling, där den inre och yttre kampen, den ständigt återkommande förkrosselsen, försoningen i botens sakrament och underordningen under den lärande kyrkan spelar en central roll. Den klosterliga levnadsformen framställs, helt i enlighet med den dåvarande katolska doktrinen, som en modell för det kristna livet, och för att bättre kunna leva upp till detta ideal lät sig Jørgensen upptas i franciskanernas tredje orden. Intresset för det franciskanska går som en röd tråd genom hela hans författarskap, men det är en konfessionell, för att inte säga ultramontan franciskanism som här förs fram. Vidare kan man notera att det är den religiösa livsformen snarare än den religiösa tron som står i fokus i hans författarskap (Yvonne Maria WERNER, Nordisk katolicism. Katolsk mission och konversion i Danmark i ett nordiskt perspektiv, Göteborg, Stockholm 2005, s. 197-215)

### Helgonbiografier
1907 utkom Jørgensens stora biografi över den heliga Franciskus, boken som skulle bli hans internationella genombrott och som skulle göra honom till hedersmedborgare både i Assisi och sedan också i födelsestaden Svendborg. Han hade även tidigare ägnat sig åt helgon från Assisi. 1902 översatte han Fioretti till danska, och året efter utkom Pilgrimsbogen med skildringar av franciskanska platser och författarens besök där.
Han verkar nu att ha funnit den väg som författare, som hans sinne innerst inne hade sökt efter. Den franciskanska spiritualiteten kom att fylla mycket av hans liv, så mycket, att han 1915 bosatte sig i Assisi, endast med avbrott för krigsåren 1943–1945, då han bosatte sig i Vadstena, Sverige, och där han påbörjade sitt verk om Heliga Birgitta. Det var hans tredje stora helgonbiografi, som följde efter boken om den heliga Katarina av Siena (1915).  
Det nästan svärmiska förhållandet Jørgensen livet igenom hade till naturen, årstiderna, blommorna och livets bekräftande mångfald hade i hans ungdom utvecklat sig till en panteistisk naturtillbedjan. Denna naturbundenhet släppte honom aldrig, och överallt kunde han falla hän i målande naturbetraktelser. I skildringen av den heliga Franciskus förhållande till naturen som Guds sanna bild, sammansmälter dessa två lidelser hos honom – naturen och Gud. Den gudom, som i hans ungdom bestod i människans förhållande till naturen, blev nu ett uttryck för Guds sannhet.

### Hem till Danmark

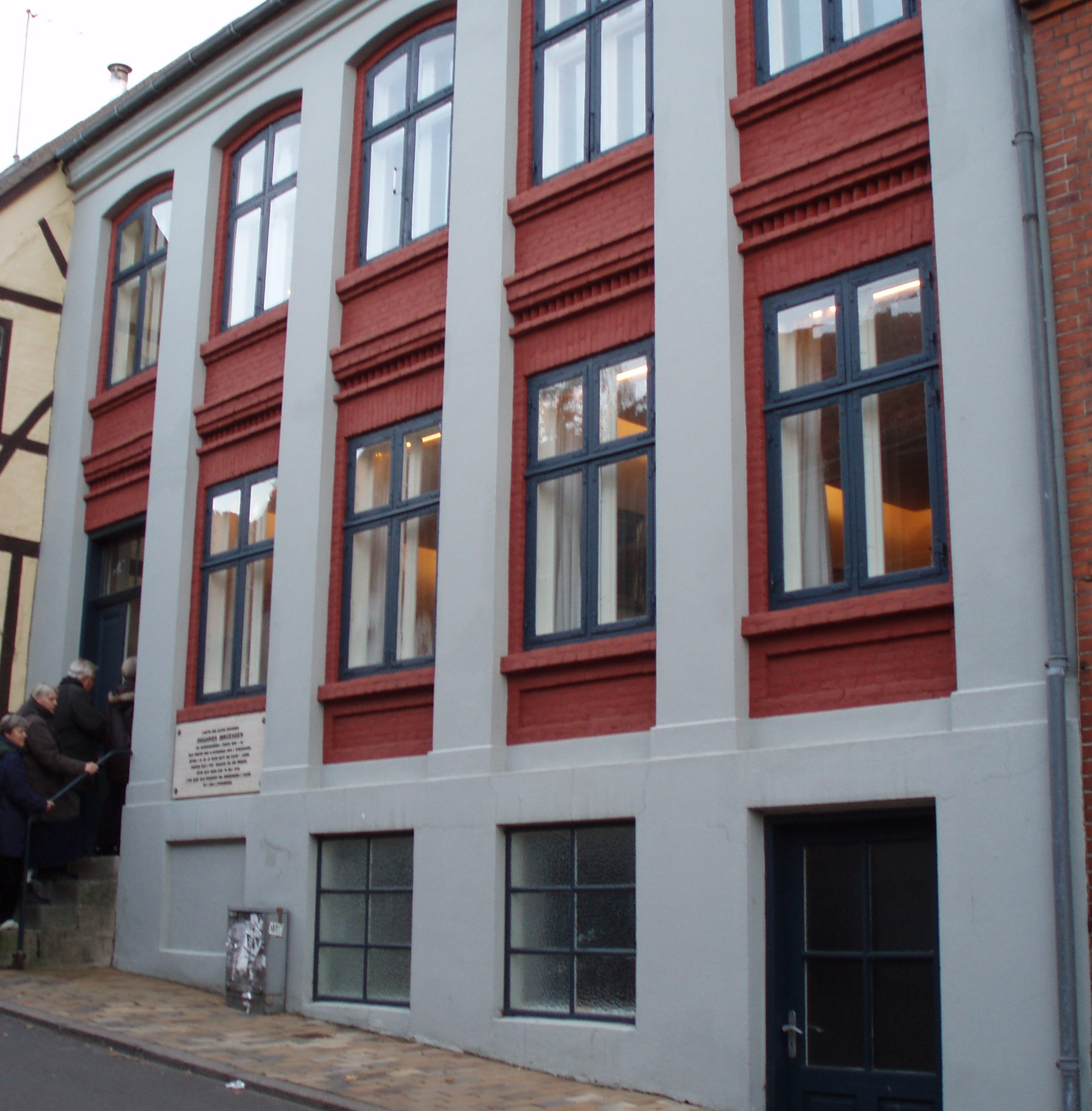
Barndomshemmet i Svendborg.

Efter krigsslutet reste han tillbaka till Assisi, men åldern hade börjat tynga honom. 1952 flyttade han tillbaka till Svendborg, där staden gav honom fri bostad i hans barndomshem på Fruestræde.
1913 hade han lämnat sin fru, Amalie f. Ewald och deras 7 barn efter ett problematiskt äktenskap. Som katolik kunde han inte gifta om sig, men efter hustruns död 1935 ingick han två år senare ett nytt äktenskap med Helena Klein från Wien.
Jørgensen dog 29 maj 1956 nästan 90 år gammal och begravdes på stadens kyrkogård.

## Författarskapets betydelse
Jørgensens författarskap är svårt att rubricera. Hans livslånga sökande förde honom genom många och långa inre strider, innan han blev överbevisad katolik och därigenom fann en lugn hamn, så förde han många strider med sig själv – med sin oroliga och tungsinta natur. 

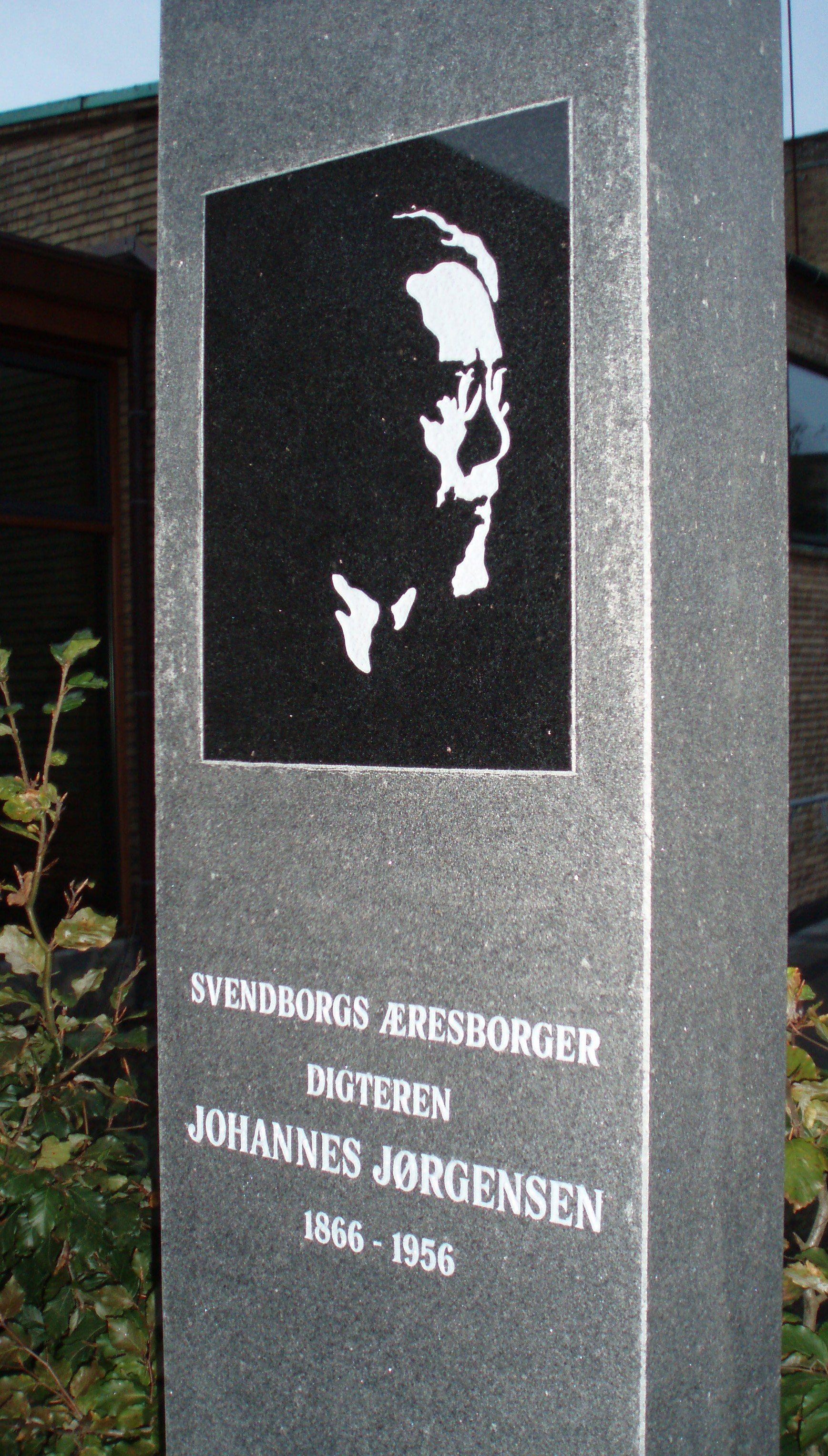
Vid 50-årsjubileet för Johannes Jørgensens död 2006 restes en minnessten i Svendborg för stadens hedersmedborgare.

Hans katolicism till trots har hans öppna iakttagelseförmåga gjort honom intressant långt utanför den katolska Kyrkan. I sina reseskildringar tål han en jämförelse med H.C. Andersen. Utanför Danmark är det endast H.C. Andersen som är mer översatt från danska.
Den tyske filosofen Martin Heidegger ägnar honom en essä 1910 i tidskriften Der Akademiker, där han liknar honom vid en modern Augustinus - då han väcker till eftertanke om bland annat etiska måttstockar, obunden frihet och självförverkligande.